# آلیسون بروک
آلیسون بروک (انگلیسی: Allison Brock؛ زادهٔ ۷ دسامبر ۱۹۷۹) ورزشکار اهل ایالات متحده آمریکا است.
وی در مسابقات کشوری و بین‌المللی در مجموع برندهٔ ۱ مدال برنز شده‌است.